# Ręczyn
Ręczyn (niem. Reutnitz) – wieś w Polsce położona w województwie dolnośląskim, w powiecie zgorzeleckim, w gminie Zgorzelec.

## Położenie
Ręczyn to wieś leżąca na Pogórzu Izerskim, u północnego podnóża Wyniosłości Działoszyńskiej, na granicy z Doliną Nysy Łużyckiej, na  lewym brzegu Witki, na wysokości około 200–215 m n.p.m.

## Podział administracyjny
W latach 1975–1998 miejscowość administracyjnie należała do województwa jeleniogórskiego.